# Hawaii holló
A hawaii holló (Corvus hawaiiensis)  a madarak osztályának verébalakúak (Passeriformes) rendjébe és a varjúfélék (Corvidae) családjába tartozó faj.

## Rendszerezése
A fajt Titian Peale amerikai ornitológus írta le 1848-ban.

## Előfordulása
Az Amerikai Egyesült Államokhoz tartozó Hawaii szigeteken élt, vadon kihalt. Természetes élőhelyei a szubtrópusi vagy trópusi száraz erdők, síkvidéki és hegyi esőerdők, cserjések, valamint legelők. Állandó, nem vonuló faj.

## Megjelenése
Testhossza 52 centiméter. Tollazata fekete.

## Életmódja
Gyakorlatilag mindenevő.

## Természetvédelmi helyzete
Az elterjedési területe jelenleg nincs, két utolsó vadonélő egyede 2002-ben eltűnt. Egyes egyedek fogságban vannak tenyésztési létesítményekben, újratelepítési tervet dolgoznak ki megmentésükre. A Természetvédelmi Világszövetség Vörös listáján vadon kihalt fajként szerepel.